# Jaan Kaplinski
Jaan Kaplinski (ur. 22 stycznia 1941 w Tartu, zm. 8 sierpnia 2021) – estoński poeta, filozof i krytyk.
Jego matka była Estonką, a ojciec (Jerzy Kapliński) – Polakiem, wykładającym na Uniwersytecie w Tartu. Został  aresztowany przez funkcjonariuszy Ludowego Komisariatu Spraw Wewnętrznych (NKWD) podczas radzieckiej okupacji Estonii w latach 1940–1941 i zginął w obozie pracy na terenie Związku Radzieckiego, gdy Jaan był jeszcze dzieckiem.

## Życiorys
W latach 1992–1995 był członkiem estońskiego parlamentu Riigikogu, w gronie innych intelektualistów wspierał kandydaturę prezydencką Toomasa Hendrika Ilvesa, a w czasach radzieckiej aneksji Estonii był jednym z sygnatariuszy tzw. Listu 40 (Neljakümne kiri), w którym oprotestowano zachowania ówczesnych władz.
Od 1965 roku publikował poezję, prozę, jest także eseistą; tłumaczył z różnych języków, m.in. twórczość Tomasa Tranströmera. Jego własną twórczość tłumaczono m.in. na czeski, francuski, fiński, szwedzki, angielski, islandzki, węgierski, litewski, rosyjski i hebrajski i polski. Tematyka jaka pojawia się w dziełach Kaplinskiego porusza zagadnienia estońskiej tożsamości i historii, ale też spraw środowiska naturalnego czy chińskiej klasycznej filozofii. Niektóre z jego utworów były oryginalnie napisane w języku angielskim, fińskim lub rosyjskim. W jego twórczości widoczne są fascynacje religiami i filozofią Wschodu (taoizm, buddyzm). Studiował romanistykę i lingwistykę na Uniwersytecie w Tartu, a edukację tam ukończył w 1964 jako filolog francuski. Pracował następnie jako tłumacz, wydawca, socjolog, a także jako ekolog w tallińskim Ogrodzie Botanicznym.

## Wyróżnienia i nagrody
Kaplinski to m.in.laureat nagrody Vilenica w 2001 i wielu innych. Był wymieniany jako kandydat do Literackiej Nagrody Nobla. W 2014 r. był na liście nominowanych do Nagrody Europejskiego Poety Wolności. Na początku roku 2016 został głównym laureatem Europejskiej Nagrody Literackiej (European Literature Prize (Prix Européen de Littérature).

## Upamiętnienie
Asteroida 29528 Kaplinski jest nazwana na jego cześć.

## Publikacje

### Poezja
- Jaan KaplinskiJäljed allikal (1965)
- Kalad punuvad pesi (1966)
- Tolmust ja värvidest(inne języki) (1967)

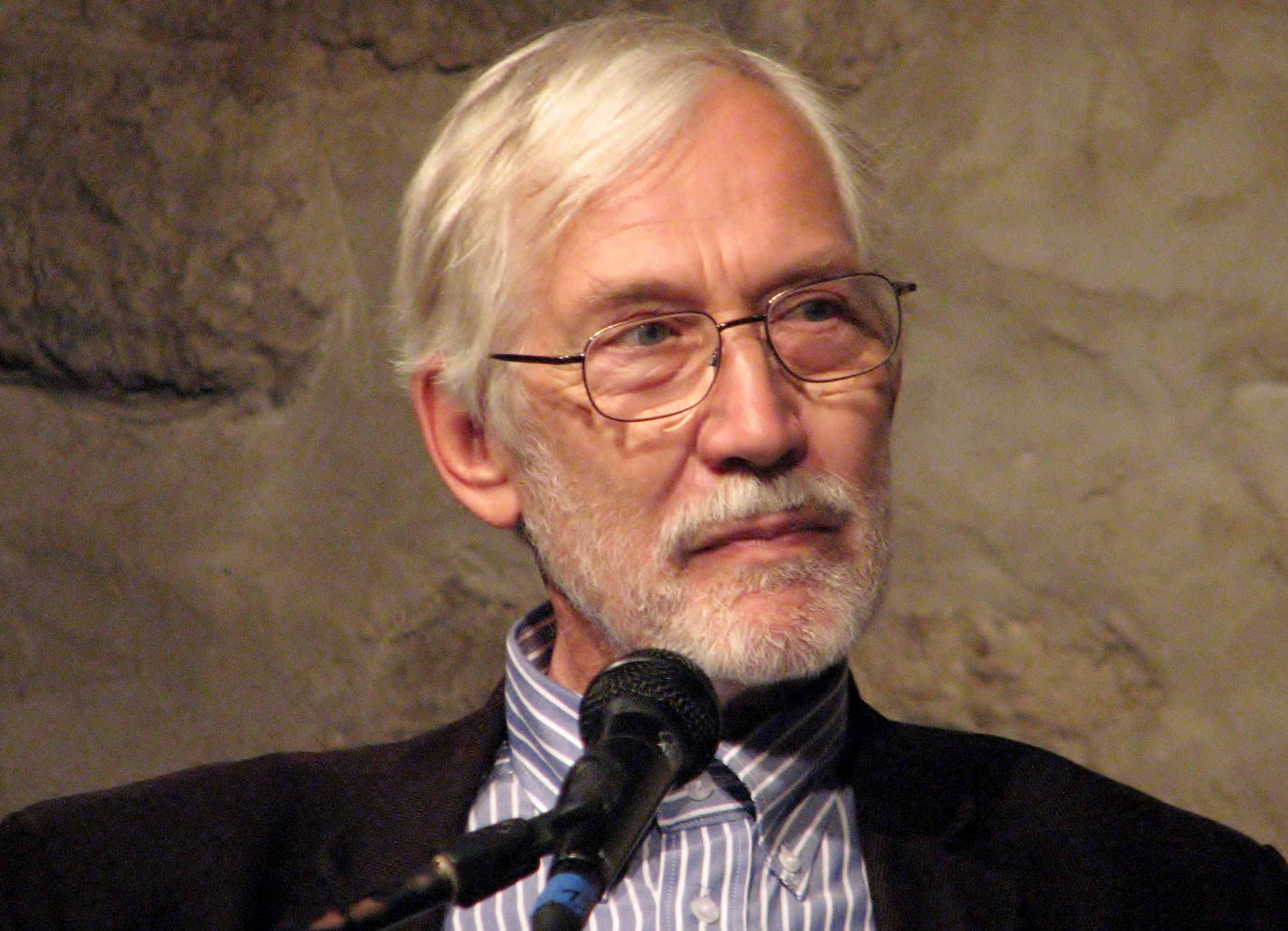
Jaan Kaplinski

- Valge joon Võrumaa kohale(inne języki) (1972)
- Ma vaatasin päikese aknasse (1976)
- Uute kivide kasvamine(inne języki) (1977)
- Raske on kergeks saada (1982)
- Tule tagasi helmemänd (1984)
- Õhtu toob tagasi kõik(inne języki) (1985)
- Käoraamat. Luulet 1956–1980 (1986)
- Hinge tagasitulek (1990)
- Tükk elatud elu. Tekste 1986–1989 (1991)
- Mitu suve ja kevadet(inne języki) (1995)
- Öölinnud. Öömõtted. Luuletusi 1995–1997 (1998)
- Sõnad sõnatusse (2005)
- Vaikus saab värvideks (2005)
- Teiselpool järve (2008) pol. Po drugiej stronie jeziora, Instytut Kultury Miejskiej, 2014, ISBN 978-83-7453-198-6
- Selected Poems[7]

### Proza
- Kust tuli öö (1990)
- Teekond Ayia Triadasse (1993)
- Jää ja Titanic (1995)
- Silm / Hektor (2000)
- Kevad kahel rannikul ehk Tundeline teekond Ameerikasse (2000)
- Kajakas võltsmunal (2000)
- Isale (2003) pol. Ojcu, tłum. Anna Michalczuk-Podlecki, Wyd. Pogranicze, 2016, ISBN 978-83-61388-11-1
- Seesama jõgi(inne języki) (2007)
- Jää ...(inne języki) (2009)

### Artykuły i eseje
- Poliitika ja antipoliitika (1992)
- See ja teine (1996)
- Võimaluste võimalikkus (1997)
- Usk on uskmatus (1998)
- Euroopa piirid ja piirivalvurid (EE 2003)
- Kõik on ime (Sarjast "Eesti mõttelugu") (2004)
- Paralleele ja parallelisme. (Artiklid ja killud. Sarjast "Kaasaegne mõte.") Tartu Ülikooli Kirjastus 2009. 276 lk. ISSN 1736-3136.